# Jindřich III. Minsterberský
Jindřich III. Minsterberský (29. dubna 1542 Olešnice – 10. dubna 1587 Olešnice) byl minsterberský, olešnický a bernštatský kníže pocházející z minsterberské větve pánů z Poděbrad.

## Život
Narodil se jako syn minsterbersko-olešnického knížete Jindřicha II. a jeho druhé manželky Markéty Meklenburské. Po smrti svého otce v roce 1548 zdědil otcovu část olešnického knížectví. Protože měl v té době pouze šest let, jeho poručníky se stali jeho strýc braniborský biskup Jáchym Minsterberský a Jiří II. Lehnicko-Břežský. Spolu se svým mladším bratrem Karlem v roce 1568 odkoupili od svého zadluženého bratrance další část olešnického knížectví. Zemřel svobodný 10. dubna 1587 a 13. května 1587 byl pohřben v knížecí hrobce v Olešnici.